# Fast & Furious 8
Fast & Furious 8 (The Fate of the Furious, noto anche come F8), è un film del 2017 diretto da F. Gary Gray.
È l'ottavo film della serie Fast and Furious e sequel di Fast & Furious 7 (2015).

## Trama
È passato un anno da quando Brian e Mia si sono ritirati a vita privata con il loro figlio Jack, mentre Deckard Shaw è stato rinchiuso in un carcere di massima sicurezza. Dom e Letty si recano per la luna di miele a l'Avana, Cuba, dove Toretto sfida ad una corsa lo street Racer locale, Raldo, guadagnandone l'amicizia per avergli permesso di tenersi la sua auto dopo aver vinto, e regalando la propria al cugino Fernando. Mentre passeggia per la città viene avvicinato da una donna, Cipher, che gli rivela di averlo spiato per tutto il suo viaggio e gli propone di lavorare con lei. Inizialmente lui rifiuta ma Cipher gli mostra una foto e Toretto, vedendola, decide di collaborare.
Intanto Hobbs viene informato del furto di una bomba EMP, che lui deve recuperare. Dopo aver riunito la squadra, il gruppo si reca a Berlino, dove riescono a prelevare l'ordigno, ma Dom manda fuori strada Hobbs e si impadronisce dell'oggetto, che viene consegnato a Cipher.
Hobbs viene portato in carcere dove ad aspettarlo ci sarà il Signor Nessuno e il suo nuovo assistente, che gli propongono di farlo scarcerare, ma lui rifiuta insinuando che non infrangerà mai la legge. In prigione Hobbs ritrova Shaw, con cui si lancia diverse minacce. Improvvisamente la cella di Hobbs si apre e irrompono le forze speciali, ma Deckard, sfruttando il manganello elettrico di una guardia a lui vicina, manda in corto il circuito delle celle, le quali si aprono scatenando il caos nella prigione. Shaw e Hobbs riescono a farsi largo fino all'uscita, dove ritrovano Nessuno ad attenderli.
I due vengono prelevati e portati in una base segreta assieme alla squadra, alla quale Deckard è costretto a unirsi per trovare Cipher, rivelando il proprio legame con la donna: in passato la geniale hacker aveva proposto a Deckard di lavorare con lei, ma questi aveva rifiutato, quindi lei aveva contattato suo fratello minore, Owen, che invece aveva accettato, scatenando gli eventi di due anni prima a Los Angeles. Ora che possono rintracciarla, Deckard vuole vendicarsi per quello che Cipher ha fatto alla sua famiglia. La donna infatti è una cyber-terrorista che nessun governo riesce a catturare, da una parte a causa delle sue straordinarie doti di hacker, dall'altra perché essa si muove su un grosso aeroplano che riesce a volare mantenendo costantemente rotte non visualizzate dai satelliti.
Prima che la squadra, a cui si aggiunge anche Eric Reisner, l'assistente di Nessuno, riesca a rintracciare l'aereo usando l'"Occhio di Dio", Cipher e Dom irrompono grazie a delle granate stordenti e rubano il programma. Letty chiede a Dom perché lo stia facendo e la risposta è un bacio a Cipher, voluto da lei per distruggere Letty emotivamente. Tornati sull'aereo, la causa del tradimento di Dom è rivelata: Cipher ha rapito Elena Neves assieme al figlio di quest'ultima e di Dom, concepito, prima del ritorno di Letty. Nonostante la rabbia, l'uomo non può uccidere Cipher e i suoi uomini senza che essi facciano lo stesso ai due, quindi obbedisce.
Dom allora viene inviato a New York per recuperare un dispositivo nucleare, contenente i codici per dei missili balistici, e, dopo aver temporaneamente fatto manutenzione sulla propria auto, restando per alcuni minuti non visibile agli occhi di Cipher, che lo tiene d'occhio con le telecamere della città, porta a termine il compito. Mentre si appresta a scappare, viene trovato dalla squadra di Hobbs e ne nasce un lungo inseguimento, durante il quale, incontratolo in un vicolo, Dom spara a Deckard. Tuttavia, quando Connor Rhodes, braccio destro di Cipher ed ex alleato di Owen Shaw, cerca di uccidere Letty, Dom decide di salvare sua moglie, per cui Cipher, una volta tornati sull'aereo, lo punisce per il suo "tradimento" ordinando a Rhodes di uccidere Elena di fronte ai suoi occhi.
Viene poi inviato in Russia per recuperare un sottomarino armato di testate nucleari, delle quali Dom ha appena rubato i codici d'accesso, con cui Cipher intende ricattare le potenze mondiali. Utilizzando l'EMP montato sulla propria auto per disattivare le difese dell'ex-base russa in cui il sottomarino è nascosto, lui e Rhodes fanno irruzione e permettono a Cipher di hackerarne i comandi. Seguendoli, anche la squadra raggiunge la base, ma non riesce a impedire che Cipher prenda il controllo del sottomarino, che si mette comunque in moto.
In quel momento, con un colpo di scena, sull'aereo fantasma di Cipher arrivano Deckard Shaw e suo fratello Owen, ripresosi dal coma ed evaso dalla prigione dov'era rinchiuso: in realtà, quando a New York Dom aveva dovuto fare manutenzione alla sua auto, aveva sfruttato l'aiuto dello street racer cubano Raldo per nascondersi dalla vista di Cipher e parlare con la temibile madre di Deckard e Owen, a cui aveva consegnato il ricevitore di una microspia nascosta in un rosario che l'uomo ha lasciato sull'aereo fantasma; quando poi Deckard era stato colpito a New York, in realtà solo una morte apparente, era stato recuperato (da Leo e Santos) e rianimato dalla madre, a cui Dom aveva anche fornito l'accesso all'"Occhio di Dio", affinché rintracciassero Owen. Armati fino ai denti e desiderosi di vendetta, i due fratelli fanno irruzione nell'aereo fantasma, eliminano gran parte degli uomini di Cipher, prendono in ostaggio i piloti e recuperano il figlio di Elena e Dom.
Con il figlio al sicuro, Dom può finalmente ribellarsi e, dopo aver impedito una seconda volta a Rhodes di uccidere Letty, se ne sbarazza definitivamente e torna dalla sua famiglia, con cui riesce anche a distruggere il sottomarino. Il piano di Cipher è fallito e quindi la donna, messa alle strette, fugge dal proprio aereo lanciandosi con l'ultimo paracadute rimasto.
Qualche tempo dopo, la famiglia è riunita a festeggiare la loro vittoria, con l'annuncio del "Signor Nessuno" su come Cipher sia in Grecia, ad Atene ma per ora non una minaccia imminente. L'uomo inoltre reintegra Hobbs nelle forze speciali, ma questi rifiuta per poter stare un po' di tempo con la figlia. Quando poi la famiglia è raggiunta anche da Deckard, che porta il bambino sano e salvo, Dom giura alla defunta Elena che il loro figlio, da lì in avanti, sarà al sicuro, e poi lo presenta a Letty e al resto della famiglia, chiamandolo Brian.

## Produzione
Il budget del film è stato di 250 milioni di dollari.

## Colonna sonora

### Tracce
1. "Gang Up" (Young Thug, 2 Chainz, Wiz Khalifa e PnB Rock)
2. "Go Off" (Lil Uzi Vert, Quavo e Travis Scott)
3. "Good Life" (G-Eazy e Kehlani)
4. "Horses" (PnB Rock, Kodak Black e A Boogie wit da Hoodie)
5. "Seize the Block" (Migos)
6. "Murder (Remix)" (YoungBoy Never Broke Again feat 21 Savage)
7. "Speakerbox (F8 Remix)" (Bassnectar feat Ohana Bam e Lafa Taylor)
8. "Candy Paint" (Post Malone)
9. "911" (Kevin Gates)
10. "Mamacita" (Lil Yachty feat Rico Nasty)
11. "Don't Get Much Better" (Jeremih, Ty Dolla Sign e Sage the Gemini)
12. "Hey Ma (Spanish Version)" (Camila Cabello, J Balvin e Pitbull)
13. "La Habana" (Pinto "Wahin" e DJ Ricky Luna feat El Taiger)
14. "Hey Ma" (J Balvin, Pitbull e Camila Cabello)

## Promozione
Il primo teaser trailer viene diffuso il 9 dicembre 2016, mentre il full trailer l'11 dicembre seguente. Un ulteriore trailer viene diffuso durante il 51° Super Bowl. Il trailer finale è stato diffuso il 9 marzo 2017.

## Distribuzione
La pellicola è stata presentata in anteprima mondiale il 4 aprile 2017 a Berlino per poi essere distribuita nelle sale cinematografiche a partire dal 12 aprile 2017.

### Data di uscita
Alcune date di uscita internazionali nel corso del 2017 sono state:
- 12 aprile 2017 in Germania (Fast & Furious 8)
- 12 aprile 2017 in Colombia (Rápidos y Furiosos 8)
- 12 aprile 2017 in Spagna (Fast & Furious 8)
- 12 aprile 2017 in Francia (Rapide et Furieux 8)
- 12 aprile 2017 nel Regno Unito (Fast & Furious 8)
- 13 aprile 2017 in Italia (Fast & Furious 8)
- 13 aprile 2017 in Russia (Форсаж 8)
- 14 aprile 2017 in Canada (Fast & Furious 8)
- 14 aprile 2017 negli Stati Uniti d'America (The Fate of the Furious)
- 14 aprile 2017 in Venezuela (Rápidos y Furiosos 8)

## Accoglienza

### Incassi
Nel primo giorno di programmazione nelle sale cinematografiche italiane, il film incassa 1,4 milioni di Euro, diventando il terzo miglior esordio dell'anno, mentre negli Stati Uniti raccoglie 45,6 milioni di dollari.
Nel primo weekend di programmazione negli Stati Uniti, il film incassa 100,2 milioni di dollari, mentre in Italia incassa 6,1 milioni di Euro. A livello globale stabilisce il nuovo record per l'incasso d'apertura migliore di sempre con 532,5 milioni di dollari, superando il precedente record di Star Wars - Il risveglio della Forza.
Durante il terzo weekend di programmazione, il film supera il miliardo di dollari al botteghino mondiale.
A fine corsa, il film incassa un totale di 1.236.005.118 dollari, di cui 226.008.385 negli Stati Uniti. È il 28º film con maggiori incassi nella storia del cinema.

### Critica
Una parte della pellicola è stata proiettata in anteprima al CinemaCon di Las Vegas il 29 marzo 2017, dove ha ottenuto critiche positive dai presenti all'evento. Dopo le proiezioni stampa statunitensi, le prime recensioni hanno dato pareri contrastanti e divisi sul film.

### Primati
Il primo trailer del film ha ottenuto il record come "trailer più visto nelle prime 24 ore" con 139 milioni di visualizzazioni, battendo quello del film La bella e la bestia fermo a 127,6 milioni.

## Riconoscimenti
- 2017 - Teen Choice Awards[20]
  - Candidatura per il miglior film d'azione
  - Candidatura per il miglior attore in un film d'azione a Vin Diesel
  - Candidatura per il miglior attore in un film d'azione a Dwayne Johnson
  - Candidatura per la migliore attrice in un film d'azione a Michelle Rodriguez
- 2018 - Saturn Award[21]
  - Candidatura per il miglior film d'azione
  - Candidatura per il miglior montaggio

## Spin-off e sequel
L'uscita nelle sale del sequel Fast & Furious 9 - The Fast Saga (F9: The Fast Saga), inizialmente fissata per il 19 aprile 2019, nell'ottobre 2017 viene posticipata al 10 aprile 2020 per far spazio allo spin-off Fast & Furious - Hobbs & Shaw. Successivamente il nono capitolo viene rinviato al 2021 a causa della pandemia di COVID-19.